# Camigna
Camigna (in sloveno Kamnje) è un paese della Slovenia, insediamento (naselje) del comune di Aidussina. È capoluogo di una comunità locale, una delle 28 in cui si suddivide il comune, che comprende anche il vicino insediamento di Potocce (Potoče).
L'insediamento è formato, oltre che dal capoluogo, anche dagli agglomerati di Batagelji e Pirjevce.

## Geografia fisica
La località, che si trova a 222,5 metri s.l.m. e a 18,7 chilometri dal confine italiano, è situata al centro della valle del Vipacco, sulla strada Aidussina–Nova Gorica.
 
È bagnata dal torrente Kamenjski (Kamenjski potok).

## Storia
Tornata sotto dominio asburgico nel 1815, Camigna nel XIX secolo costituì un comune autonomo. Era nota con il toponimo italiano di Camigna e con quelli sloveni di Kamnja o Kamnje. Il comune includeva anche il vicino villaggio di Potochi (Potoče o Potoci, oggi nota in italiano come Potocce). A livello amministrativo era inclusa nella Contea di Gorizia e Gradisca (inclusa a sua volta fino al 1849 nel Regno d'Illiria e successivamente nel Litorale austriaco).
Nel 1920, in seguito alla prima guerra mondiale e al Trattato di Rapallo, entrò a far parte del Regno d'Italia, venendo inquadrato nel 1923 nella Provincia del Friuli, includendo come in epoca asburgica la frazione di Potocce (Potoče). Il toponimo venne inizialmente modificato in Camnie, per poi ridivenire Camigna nel 1923. Nel 1927 il comune passò alla ricostituita provincia di Gorizia, ma l'anno successivo fu soppresso e aggregato a Cernizza Goriziana.
Nel 1947, in seguito alla seconda guerra mondiale e ai Trattati di Parigi, la località passò alla Jugoslavia. Dal 1991 fa parte della Slovenia.

## Infrastrutture e trasporti
La località è servita dall'omonima stazione ferroviaria, posta sulla linea Prevacina-Aidussina.